# Сандуляк, Леонтий Иванович
Леонтий Иванович Сандуляк (укр. Леонтій Іванович Сандуляк; 8 марта 1937, село Козыряны, Бессарабия, Королевство Румыния — 3 декабря 2023, Черновцы) — советский и украинский общественно-политический деятель, учёный, дипломат. Профессор. Соавтор с Левком Лукьяненко «Акта провозглашения Независимости Украины»; первый Чрезвычайный и Полномочный Посол Украины в Румынии; учёный в области гистологии, эндокринологии, экологии и валеологии, доктор медицинских наук, профессор, автор 150 научных трудов в том числе пяти монографий и учебника экологии человека; член Национального союза журналистов Украины.

## Биография
Родился 8 марта 1937 года в многодетной семье крестьян в с. Козыряны (ныне Днестровский район, Черновицкая область).

## Образование
Окончил Козырянскую семилетнюю школу (1952); Черновицкую фельдшерско-акушерскую школу (ФАШ,1956); Черновицкий медицинский институт (1965); аспирантуру на кафедре гистологии и защитил кандидатскую диссертацию (1969); научная стажировка в НИИ эндокринологии им. Пархона (Бухарест, Румыния — 1974—1975).
1986 — стажировка в Саскачеванском университете (Канада).
В 1983 году защитил докторскую диссертацию на тему: «Эритроциты как депо и система транспорта инсулина» (г. Киев, НИИ эндокринологии и обмена веществ). Открыл ранее не известное свойство эритроцитов депонировать и транспортировать инсулин (1974, см. ДАН СССР, 1974, т.219, № 4 , с. 1020—1021.) и основал новое научное направление в эндокринологии, а именно: «Изучение роли эритроцитов как депо и универсальной транспортной системы биологически-активных веществ, в том числе гормонов в регуляции гомеостаза и адаптации» (см. стенограмма защиты докторской диссертации в книге «Одного открытия: история и хроник», 2002 г.)

## Трудовая деятельность
На последнем курсе обучения в ФАШ работал акушером.
В 1956—1959 годах — солдат срочной службы Советской армии. Первые три месяца службы в армии работал акушером, а затем санитарным инструктором. Во время учёбы в мединституте 4 года работал медбратом в Черновицкой областной психоневрологической больнице. После окончания института — врач-невропатолог Словычанской районной больницы № 2 Житомирской области и на 0,5 ставки врач-эндокринолог и на общественных началах — патологоанатом.
В 1969—1972 годах — ассистент кафедры гистологии в Черновицком мединституте.
В 1972—1997 годах работал в Черновицком государственном университете на должностях ст. преподавателя — доцента — профессора и зав.кафедрой физиологии человека и животных.
Весной 1989 года избран народным депутатом СССР от Черновицкого территориального избирательного округа № 544 Черновицкой области.
С 13 июля 1992 по 16 марта 1995 года — Чрезвычайный и Полномочный Посол Украины в Румынии. После окончания дипломатической службы — профессор кафедры экологии и права Черновицкого факультета Харьковского национального университета «ХПИ».
С 2004 года — профессор, проректор по национально-патриотического воспитания студентов и первый проректор Бориспольского института муниципального менеджмента при МАУП.
С 2013 года — профессор кафедры педагогики, психологии и управления образованием Института последипломного педагогического образования Черновицкой области.

## Общественная работа
Являлся одним из основателей Народного Руха Украины и первый председатель его Черновицкой краевой организации; один из основателей УЭА «Зелёный мир» и был его сопредседателем и одновременно председателем общественной экологической организации «Зелёный мир Буковины»; один из основателей Партии зелёных Украины и 1992 году был избран её председателем. В 1989 году на альтернативной основе избран народным депутатом СССР по 504 в.а. (г. Черновцы и Глубокский р-н). Был активным членом оппозиционной МДГ Д.Сахарова и Народной Рады в Верховной Раде УССР. Возглавлял Топонимическую комиссию при Бориспольском горсовете. Организовал и возглавил на общественных началах при информационно-справочном, культурно-художественном центре Бориспольской городской центральной библиотеки «Вечерний университет здоровья и украиноведения» (ВУЗ). Почётный председатель «Зелёного мира» и «Зелёный мир Буковины».
Умер 3 декабря 2023 года в возрасте 86 лет.

## Творчество
Автор около 100 публикаций на общественно-политические темы и 2-х книг: «Одного открытия: история и хроника», «Не молчите и вас услышат».

## Награды
- Орден «За заслуги» II степени (1 декабря 2021 года) — за значительный личный вклад в социально-экономическое, научно-техническое, культурно-образовательное развитие Украины, весомые трудовые достижения, многолетний добросовестный труд[6].
- Орден «За заслуги» III степени (18 января 2007 года) — за заслуги в государственном строительстве, весомый вклад в развитие и укрепление демократической, социальной и правовой Украины и по случаю Дня Соборности Украины[7].
- Юбилейная медаль «20 лет независимости Украины» (19 августа 2011 года) — за значительный личный вклад в социально-экономическое, научно-техническое и культурно-образовательное развитие Украинского государства, весомые трудовые достижения и многолетний добросовестный труд[8].